# Alberto Ascari
Alberto Ascari (Milano, 13. srpnja 1918. – Monza, 26. svibnja 1955.),  talijanski sportski automobilist.
Bio je svjetski prvak u Formuli 1 1952. i 1953. godine (za tim Ferrari). On je jedan od sveukupno dvojice talijanskih svjetskih prvaka u natjecanjima Formule 1 u povijesti ovog sporta. 

### Mladost
Rođen je u Milanu kao sin Antonia Ascaria, talentiranog vozača utrka tijekom 1920-ih u momčadi Alfa Romea. Otac je poginuo dok je bio u vodstvu Velike nagrade Francuske 1925. godine. Usprkos tome mladi Alberto se zainteresirao za utrkivanje. Počeo je karijeru utrkujući se na motorima. Utrke na četiri kotača počeo je voziti redovno nakon što je sudjelovao na prestižnoj utrci Mille Miglia u sportskom automobilu Ferraria.

### Karijera prije Formule 1
Po završetku II. svjetskog rata Alberto Ascari je počeo sudjelovati u utrkama za Velike nagrade vozeći Maserati. Momčadski kolega bio mu je Luigi Villoresi, koji mu je postao mentor i prijatelj. Međunarodna automobilistička federacija (FIA) je uvela 1946. godine pravila za natjecanja Formule 1 s namjerom da postupno zamjeni predratnu strukturu natjecanja za Velike nagrade. Tijekom iduće četiri prijelazne godine Ascari je bio u odličnoj formi osvajajući pobjede u brojnim utrkama širom Europe. Osvojio je prvu pobjedu na utrci za Veliku nagradu u Sanremu, Italija 1948. godine i drugo mjesto na Velikoj nagradi Velike Britanije iste godine. Zatim je iduće godine momčadi donio još jednu pobjedu. Najveći uspjeh ostvario je kad se pridružio Villoresiu u momčadi Ferrarija i osvojio još tri utrke te godine.

### Karijera u Formuli 1
Prvo Svjetsko prvenstvo Formule 1 održano je 1950. godine. Momčad Ferraria imala je svoj debi u natjecanju na drugoj utrci sezone u Monte Carlu. Za momčad su vozili Ascari, Villoresi i popularni francuski vozač Raymond Sommer. Momčad nije imala najbolju godinu. Ferrariev Tipo 125 opremljen turbopunjačem bio je prespor da bi mogao predstavljati izazov za dominantan Alfa Romeo. Stoga je Ferrari počeo raditi na automobilu opremljenom motorom od 4.5 l s normalnim pritiskom. Veći dio godine je izgubljen u nastojanju da se Ferrarijev dvolitarski motor korišten u Formuli 2 progresivno poveća. Kada se konačno pojavio Tipo 375 opremljen motorom od 4.5 l u zadnjoj utrci sezone, Velikoj nagradi Italije, Ascari je uspio staviti Alfa Romeo pred njihov najveći izazov sezone, prije nego što je morao odustati. No, potom je preuzeo od momčadskog kolege Dorina Serafinia njegov automobil (to je bilo doba natjecanja u Formuli 1 kada su pravila dozvoljavala takve zamjene) i završio utrku kao drugi. 
Tijekom 1951. Ascari je nastavio biti prijetnja momčadi Alfa Romea, iako su ispočetka njegov trud i vještina ostajali nenagrađeni zbog slabe pouzdanosti automobila. Ipak, nakon pobjede u Nürburgringu i Monzi nalazio se samo dva boda na tablici prvenstva iza vodećeg Fangia prije odlučujuće Velike nagrade Španjolske. Ascari je osvojio prvo startno mjesto, ali ga je loš izbor guma za utrku onemogućio u bilo kakvom ozbiljnom izazovu tijekom utrke. Na kraju, Ascari je završio četvrti, a Juan Manuel Fangio je pobijedio u utrci i osvojio titulu prvaka.
U 1952. pravila za natjecanje za Svjetsko prvenstvo u Formuli 1 omogućila su korištenje motora od 2 litre kakve je koristila Formula 2. Ascari je te godine vozio Ferrarijev model Tipo 500. Prvu utrku sezone je propustio jer se za Ferrari natjecao na utrci 500 milja Indianapolisa. Zanimljivo je da je Ascari bio jedini europski vozač koji je sudjelovao na toj utrci tijekom 11 godina koliko je ona bila sastavni dio natjecanja Formule 1. Odustao je nakon 40 krugova pri čemu i nije ostavio neki značajniji utisak. Ali je zato nakon povratka u Europu pobijedio u svih preostalih šest utrka Formule 1 (pobijedivši usput u još u još pet utrka koje se nisu bodovale za Svjetsko prvenstvo) i time osvojio titulu Svjetskog prvaka u Formuli 1 za 1952. Njegova je dominacija bila takva da je pri tome vozio i najbrži krug u svakoj od tih utrka. Osvojio je maksimalan broj bodova koje je u skladu s pravilima uopće i mogao osvojiti jer se za Svjetsko prvenstvo računalo samo četiri najbolja razultata od osam utrka. 
U 1953. je nastavio seriju pobijedivši u iduće tri utrke sezone, čime je osvojio devet uzastopnih pobjeda u utrkama Svjetskog prvenstva Formule 1 (pod uvjetom da se ne računa Indianapolis 500 koji se tih godina vozio u sklopu Svjetskog prvenstva Formule 1, a na kojem Ascari nakon lošeg iskustva prethodne godine nije nastupio). Ovaj rekord izjednačio je tek 2013. Sebastian Vettel. Konačno je serija njegovih pobjeda završila kada je na Velikoj nagradi Francuske završio kao četvrti, u utrci koja je donijela vrlo tijesnu borbu i razliku manju od pet sekundi između prve četvorice plasiranih vozača. Do kraja sezone osvojio je još dvije pobjede te osvojio drugi put za redom titulu Svjetskog prvaka Formule 1.
Nakon nesuglasica oko plaće Ascari je napustio Ferrari na kraju sezone i pridružio se momčadi Lancia s kojom je krenuo u sezonu 1954. No, kako njihov auto nije bio spreman sve do zadnje utrke sezone Gianni Lancia mu je dozvolio da dva puta nastupi za Maserati i jednom za Ferrari. S Maseratijem je podijelio najbrži krug na Velikoj nagradi Velike Britanije. Za utjehu Ascari je u međuvremenu uspio pobijediti na utrci Mille Miglia vozeći sportski automobil Lancia. Kada je konačno Lancia D50 bila spremna za utrkivanje Ascari je na Velikoj nagradi Španjolske uspio osvojiti prvu startnu poziciju, voditi u utrci i postaviti najbrži krug utrke, prije nego što je morao odustati. Tako je za njega prilično loše završila sezona 1954., sa samo 1,14 osvojenih bodova, od čega jedan bod na najbrži krug u Španjolskoj i 0,14 bodova za podjelu najbržeg kruga u Velikoj Britaniji. Bila je to sezona u kojoj se nije uspio na ravnopravnoj osnovi natjecati s drugim vozačem i momčadima Formule 1, te su se sva očekivanja okrenula prema idućoj godini. 

### Pobjede na Velikim nagradama Formule 1
| #   | Sezona | Velika nagrada                  |
| --- | ------ | ------------------------------- |
| 1.  | 1951.  | Velika nagrada Njemačke         |
| 2.  | 1951.  | Velika nagrada Italije          |
| 3.  | 1952.  | Velika nagrada Belgije          |
| 4.  | 1952.  | Velika nagrada Francuske        |
| 5.  | 1952.  | Velika nagrada Velike Britanije |
| 6.  | 1952.  | Velika nagrada Njemačke         |
| 7.  | 1952.  | Velika nagrada Nizozemske       |
| 8.  | 1952.  | Velika nagrada Italije          |
| 9.  | 1953.  | Velika nagrada Argentine        |
| 10. | 1953.  | Velika nagrada Nizozemske       |
| 11. | 1953.  | Velika nagrada Belgije          |
| 12. | 1953.  | Velika nagrada Velike Britanije |
| 13. | 1953.  | Velika nagrada Švicarske        |